# Никола Марков (Колката)
Никòла Мáрков Никòлов (Никола Марков, Колката) е деец на революционното младежко движение в България.

## Биография
Никола Марков е роден на 14 октомври 1923 г. в село Лютиброд, тогава Врачански окръг, Царство България.
Като ученик във Врачанската гимназия става член на Работническия младежки съюз (РМС). През учебната 1942 – 1943 г. е ремсов отговорник на гимназията и член на Околийския комитет на РМС във Враца. Същевременно е и ятак на партизаните от отред „Гаврил Генов“ (Дванадесета Врачанска въстаническа оперативна зона).
При опит да бъде арестуван, на 12 февруари 1943 г. Никола Марков убива придружаващия го полицейски агент. Заловен е и е осъден на смърт.
Никола Марков е обесен на 13 октомври 1943 г. във врачанския затвор.

## Почит
Мемориален комплекс в памет на ремсистите Тотка Илиева – Роза и Никола Марков – Колката – участници в съпротивителното движение преди 9-ти септември 1944 г., е открит в Мездра на 29 ноември 1980 г. Автор е скулпторът Илия Беширов.
Читалището в село Лютиброд е наименувано „Колката“ в чест на Никола Марков.